# Samuel Mattocks
Samuel Mattocks auch Mattoxs (* 30. Dezember 1739 in Middletown, Colony of Connecticut; † 18. Januar 1804 ebenda) war ein US-amerikanischer Capitain der Kontinentalarmee und Politiker, der von 1786 bis 1800 State Treasurer von Vermont war.

## Leben
Samuel Mattocks wurde als Sohn von James (1694–1766) Mattocks und Sarah Peirce Mattocks in Middletown, Connecticut geboren. Mattock zog nach Hartford und arbeitete als Perückenmacher. Danach trat er in die Kontinentalarmee ein und diente als Captain des 8th Connecticut Regiment. Er schied aus dem aktiven Dienst am 20. April 1779 aus.
Nach dem Verlassen der Armee zog Mattocks nach Tinmouth, Vermont. Dort betrieb er eine Farm und wurde in der Politik aktiv. Von 1781 bis 1785 war er Abgeordneter im Repräsentantenhaus von Vermont und gehörte im Jahr 1785 dem Governors Council an. Im Rutland County war er von 1783 bis 1788 Assistant Judge und Chief Judge von 1788 bis 1793, danach bis 1794 erneut Assistant Judge. State Treasurer von Vermont war er von 1786 bis 1800. Seine Amtszeit als State Treasurer begann in der Vermont Republic und er begleitete die Aufnahme von Vermont in die Union, welche am 4. März 1791 stattfand.
Mattocks kehrte im Jahr 1797 zurück nach Middlebury, Connecticut. Dort lebte er bis zu seinem Tod. Er starb am 18. Januar 1804. Sein Grab befindet sich auf dem Middleburys Washington Street Cemetery.
Samuel Mattocks heiratete am 14. März 1763 Sarah Birdwell (1738–1812). Das Paar hatte fünf Kinder, von denen drei im Säuglings, bzw. Kindesalter starben. Ihr Sohn John Mattocks war später Gouverneur von Vermont.